# Jerzy Organiściak
Jerzy Organiściak (ur. 21 listopada 1952 w Ząbkowicach Śląskich) – polski przedsiębiorca, regionalista, autor i wydawca książek.

## Kariera zawodowa
Urodził się w Ząbkowicach Śląskich, gdzie spędził dzieciństwo. W 1971 roku ukończył Liceum Ogólnokształcące w Ząbkowicach Śląskich. Studiował na Politechnice Wrocławskiej (1971–1977), na Wydziale Mechaniczno-Energetycznym, uzyskując tytuł magistra inżyniera mechanika o specjalności aparatura procesowa. W 2013 roku ukończył podyplomowe Studium Muzeologiczne w Instytucie Etnologii i Antropologii Kulturowej Uniwersytetu Jagiellońskiego.
Od 1977 roku pracował w przedsiębiorstwach państwowych, m.in. w latach 1980–1990 był pracownikiem Zakładów Górniczo-Hutniczych „Szklary”, a od 1990 r. pracował w Urzędzie Rejonowym w Ząbkowicach Śląskich na stanowisku kierowniczym. Od 1992 do 2015 roku prowadził z żoną Alicją własną działalność gospodarczą w firmie Agencja Reklamowo-Handlowa „Wist” Alicja i Jerzy Organiściakowie sp.j. Od 2015 r. prowadzi firmę Usługi Szkoleniowe i Turystyczne, zajmując się doradztwem i szkoleniami w zakresie turystyki, jak również działalnością przewodnicką i wydawniczą. Działacz turystyczny PTTK, przewodnik sudecki i pilot wycieczek. Radny powiatu ząbkowickiego w latach 1999–2018, przewodniczący Rady Powiatu Ząbkowickiego V kadencji.

## Działalność społeczna, kulturalna i publicystyczna
Od najmłodszych lat interesuje się historią i turystyką, w 1968 roku wstąpił do PTTK w Oddziale w Ząbkowicach Śląskich. Posiada uprawnienia przewodnika sudeckiego od 1977 roku. W latach 1981–1984 był prezesem Oddziału PTTK w Ząbkowicach Śląskich, w latach 1984–1988 i od 2022 roku pełni funkcję wiceprezesa. W tym czasie rozwinął swoją działalność krajoznawczą i publicystyczną, publikując pierwszy artykuł w 1984 roku. Posiada uprawnienia Przodownika Turystyki Górskiej i Instruktora Krajoznawstwa Polski. Od 1995 do 2015 roku pełnił funkcję sekretarza Oddziału PTTK, a od 1995 roku jest prezesem Klubu Regionalnego Ziemi Ząbkowickiej. W latach 2002–2019 był członkiem Komisji Egzaminacyjnej ds. Przewodników Turystycznych Sudeckich, działającej przy marszałku województwa dolnośląskiego.
W 1999 roku został radnym powiatu ząbkowickiego I kadencji samorządu powiatowego. Jako radny skoncentrował się głównie na sprawach turystyki i rozwoju gospodarczego regionu. W latach 2011–2014 pełnił funkcję wiceprzewodniczącego Rady Powiatu, a od 2014 do 2018 roku przewodniczącego Rady Powiatu Ząbkowickiego.
W 2003 roku założył Lokalną Organizację Turystyczną Ziemi Ząbkowickiej, będąc prezesem do 2010 roku. W ramach LOT utworzył w 2003 roku pierwszy punkt informacji turystycznej na Ziemi Ząbkowickiej. Zorganizował również szereg imprez promujących dziedzictwo kulturowe Ząbkowic i ziemi ząbkowickiej. Od 2012 roku jest członkiem zarządu Stowarzyszenia Geopark Przedgórza Sudeckiego, promującego przeszłość geologiczną i walory turystyczne tego regionu. W 2012 roku został wybrany Wolontariuszem Roku 2012 w Ząbkowicach Śląskich. W ramach działalności Klubu Regionalnego Ziemi Ząbkowickiej PTTK zorganizował kilka konferencji naukowych i popularnonaukowych.
W 2014 roku zredagował Leksykon Artystyczny Ziemi Ząbkowickiej autorstwa Leszka Nowaka i przygotował go do wydania. W 2015 roku był organizatorem I Zjazdu Ząbkowiczan oraz wydawcą pierwszego Rocznika Ząbkowickiego (1945–2015). Od 2014 roku w porozumieniu z Johannesem Walzikiem i Christophem Müllerem z Niemiec, przewodniczącym stowarzyszenia dawnych mieszkańców Ząbkowic Śląskich, organizuje coroczną Międzynarodową Pielgrzymkę Ząbkowicką do Sanktuarium Matki Boskiej Strażniczki Wiary Świętej w Bardzie. W latach 2015–2019, razem z Marianem Bilińskim i Joanną Mitręgą, organizował coroczny Festiwal Muzyczny im. Aloisa Tauxa. Z okazji 200-lecia urodzin tego muzyka i kompozytora pochodzącego z Braszowic, napisał książkę poświęconą Aloisowi Tauxowi i wsi Braszowice. W 2021 roku, we współpracy z gminą Kamieniec Ząbkowicki, zorganizował I Festiwal Muzyczny im. Marianny Orańskiej w Kamieńcu Ząbkowickim.
Opracował kilka tras turystycznych i ścieżek edukacyjnych, w tym Miejską Trasę Turystyczną w Ząbkowicach Śląskich (2014) oraz Ścieżkę Historyczno-Przyrodniczą Marianny Orańskiej Złoty Stok – Bila Voda (2013). Jest autorem artykułów Tajemnicza nazwa Ząbkowice (1988) oraz Zagadka Frankensteina (1991), gdzie jako pierwszy poruszył temat związku między dawną nazwą Ząbkowic a mitycznym potworem Frankensteinem z powieści Mary Shelley. W 2003 roku napisał scenariusz widowiska plenerowego Frankenstein – Diabelski Łowca, które grane było w latach 2003 i 2004 przez zespół Pantomimy Bardzkiej i zdobyło nagrodę „Wydarzenie roku 2004 w Powiecie Ząbkowickim”.
Obecnie mieszka w Olbrachcicach Wielkich.

## Nagrody i wyróżnienia
- Brązowy Krzyż Zasługi (1988)
- Zasłużony przewodnik PTTK (2005)
- Odznaka „Zasłużony dla Ząbkowic Śląskich” (2007)
- Odznaka honorowa „Za Zasługi dla Turystyki” (2007, 2009)
- Brązowy Medal „Za zasługi dla obronności kraju” (2009)
- Złota „Odznaka Honorowa Zasłużony dla Województwa Dolnośląskiego” (2014)
- Srebrny Krzyż Zasługi (2021)[11]

## Publikacje (wybór)

### Artykuły w prasie naukowej i popularnonaukowej
- Jerzy Organiściak. Rys monograficzny Zakładów Górniczo-Hutniczych „Szklary” w Szklarach k/ Ząbkowic Śląskich. „Informator Krajoznawczy Oddziału Wrocławskiego PTTK”. nr 6, s. 9–16, 1984.
- Jerzy Organiściak. Pałac w Kamieńcu Ząbkowickim. „Karkonosz. Materiały krajoznawcze SKPS”. nr 3, s. 58–70, 1987. Wrocław.
- Jerzy Organiściak. Frankenstein a Ząbkowice Śląskie. „Nowa Fantastyka”. nr 1, s. 65–72, 1997.
- Jerzy Organiściak, Armin von Rohenscheidt, Raport z analizy potencjału turystyczno-kulturowego powiatu ząbkowickiego, Portal Turystyka Kulturowa, 2015, ISSN 1689-4642 [dostęp 2024-01-04] (pol.).strona główna serwisu
- Jerzy Organiściak, Koncepcja produktu turystycznego Szlak Księgi Henrykowskiej, T. Lesiow (red.), „Determinanty jakości pracy przewodnickiej”, Wrocław: Wydawnictwo Uniwersytetu Ekonomicznego we Wrocławiu, 2022, s. 153–172 (pol.).

### Książki i rozdziały w książkach
- Jerzy Organiściak, Ząbkowickie opowieści. Cz. 1, Z dziejów miasta, Ząbkowice Śląskie: Towarzystwo Regionalne Ziemi Ząbkowickiej, 1995, OCLC 802161502 [dostęp 2024-01-04] (pol.). Brak numerów stron w książce
- Jerzy Organiściak, Marcin Dziedzic, Ząbkowickie opowieści. Cz. 2, Zabytki Ząbkowic Śląskich, Ząbkowice Śląskie: Agencja Reklamowo-Handlowa „Wist”, 2000, ISBN 978-83-906036-5-0, ISBN 83-906036-5-9, OCLC 297610518 [dostęp 2024-01-04] (pol.). Brak numerów stron w książce
- Jerzy Organiściak, Tomasz Dudziak, Marcin Dziedzic, Ząbkowickie opowieści. Cz. 3, Okolice Ząbkowic Śląskich: monografia krajoznawcza, Ząbkowice Śląskie: Agencja Reklamowo-Handlowa „Wist”, 1997, ISBN 978-83-906036-2-9, ISBN 83-906036-2-4 [dostęp 2024-01-04] (pol.). Brak numerów stron w książce
- Jerzy Organiściak, Marcin Dziedzic, Ząbkowickie opowieści. Cz. 4, Wybitne postacie ziemi ząbkowickiej, Ząbkowice Śląskie: Agencja Reklamowo-Handlowa „Wist”, 1998, ISBN 978-83-906036-2-9, ISBN 83-906036-2-4, OCLC 749683625 [dostęp 2024-01-04] (pol.). Brak numerów stron w książce
- Jerzy Organiściak: Działalność Marianny Orańskiej i jej spadkobierców w okolicach Złotego Stoku. W: „Marianna Orańska a Ziemia Kłodzka”. Materiały z sympozjum zorganizowanego przez Muzeum Ziemi Kłodzkiej. Irena Klimaszewska (red.). Kłodzko: Muzeum Ziemi Kłodzkiej, 2010, s. 27–39. ISBN 978-83-929014-1-9. OCLC 750955251. [dostęp 2024-04-01].
- Jerzy Organiściak, Zarys dziejów turystyki i krajoznawstwa w Ząbkowicach Śląskich, Nowa Ruda, Ząbkowice Śląskie: Polskie Towarzystwo Turystyczno-Krajoznawcze, 2017, ISBN 978-83-948803-9-2, ISBN 83-948803-9-8, OCLC 1036656011 [dostęp 2024-01-04] (pol.). Brak numerów stron w książce
- Jerzy Organiściak, Alois Taux i jego wieś Braszowice, Nowa Ruda, Ząbkowice Śląskie: Oddział PTTK w Ząbkowicach Śląskich, 2020, ISBN 978-83-959354-4-2, OCLC 1241636480 [dostęp 2024-04-01] (pol.). Brak numerów stron w książce
- Jerzy Organiściak, Kamieniec Ząbkowicki i okolice: przewodnik turystyczny, Kamieniec Ząbkowicki: Drukarnia Kokociński Sp. z o.o., 2022, ISBN 978-83-66996-22-9, ISBN 83-66996-22-0, OCLC 1304340675 [dostęp 2024-01-04] (pol.). Brak numerów stron w książce